# Сексуална оријентација
Сексуална оријентација је трајни образац романтичне или сексуалне привлачности (или комбинације обе) према особама супротног пола или рода, истог пола или рода, или према оба пола и/или више од једног рода. Ови обрасци се генерално категоришу као хетеросексуалност, хомосексуалност и бисексуалност, док се асексуалност (недостатак сексуалне привлачности према другима) понекад идентификује као четврта категорија.
Ове категорије су аспекти нијансиране природе сексуалног идентитета и терминологије. На пример, људи могу користити друге ознаке, као што су пансексуалац или полисексуалац, или ниједну. Према Америчкој психолошкој асоцијацији, сексуална оријентација се „такође односи на осећај идентитета особе заснован на тим привлачностима, повезаним понашањима и чланству у заједници других који деле те привлачности”. Андрофилија и гинефилија су термини који се користе у науци о понашању да опишу сексуалну оријентацију као алтернативу родној бинарној концептуализацији. Андрофилија описује сексуалну привлачност према мушкости; гинефилија описује сексуалну привлачност према женствености. Термин сексуална преференција се у великој мери преклапа са сексуалном оријентацијом, али се генерално разликује у психолошким истраживањима. Особа која се идентификује kao бисексуална, на пример, може сексуално преферирати један пол у односу на други. Сексуална преференција такође може да сугерише одређени степен добровољног избора, док сексуална оријентација није избор.
Иако ниједна појединачна теорија о узроку сексуалне оријентације још увек није добила широку подршку, научници фаворизују биолошке теорије. Постоји знатно више доказа који подржавају несоцијалне, биолошке узроке сексуалне оријентације него социјалне, посебно за мушкарце. Главна хипотеза укључује пренатално окружење, конкретно организационе ефекте хормона на фетални мозак. Нема суштинских доказа који сугеришу да родитељство или искуства из раног детињства играју улогу у развоју сексуалне оријентације. У свим културама, већина људи је хетеросексуална, док мањина има хомосексуалну или бисексуалну оријентацију.‍:8‍:9–10 Сексуална оријентација особе може бити било где на континууму, од искључиве привлачности према супротном полу до искључиве привлачности према истом полу.
Сексуална оријентација се проучава првенствено у оквиру биологије, антропологије и психологије (укључујући сексологију), али је такође предмет проучавања у социологији, историји (укључујући социјално конструкционистичке перспективе) и праву.

## Облици сексуалне оријентације
- Хетеросексуалност — физичка, сексуална, емоционална и духовна привлачност према особама различитог пола.
- Хомосексуалност — физичка, сексуална, емоционална и духовна привлачност према особама истог пола.
- Бисексуалност — физичка, сексуална, емоционална и духовна привлачност према људима различитог и истог пола.
- Асексуалност — одсуство или низак ниво сексуалне привлачности према било ком полу.

Трансродни људи такође имају сексуалну оријентацију. Међутим, она се првенствено односи на њихов родни идентитет, а не на њихов биолошки пол.

## Дефиниције и разликовање од сексуалног идентитета и понашања

### Опште
Сексуална оријентација се традиционално дефинише као укључивање хетеросексуалности, бисексуалности и хомосексуалности, док се асексуалност сматра четвртом категоријом сексуалне оријентације од стране неких истраживача и дефинисана је као одсуство традиционалне сексуалне оријентације. Асексуална особа има мало или нимало сексуалне привлачности према другима. Може се сматрати недостатком сексуалне оријентације, и постоји значајна дебата о томе да ли је то сексуална оријентација.
Већина дефиниција сексуалне оријентације укључује психолошку компоненту, као што је правац еротских жеља појединца, или бихевиоралну компоненту, која се фокусира на пол сексуалних партнера појединца. Неки људи преферирају да се једноставно ослоне на самодефиницију или идентитет појединца. Научно и стручно разумевање је да се „суштинске привлачности које чине основу одрасле сексуалне оријентације обично појављују између средњег детињства и ране адолесценције”. Сексуална оријентација се разликује од сексуалног идентитета по томе што обухвата односе са другима, док је сексуални идентитет концепт о себи.
Америчка психолошка асоцијација наводи да се „сексуална оријентација односи на трајни образац емоционалних, романтичних и/или сексуалних привлачности према мушкарцима, женама или оба пола” и да је „овај распон понашања и привлачности описан у различитим културама и нацијама широм света. Многе културе користе идентитетске ознаке за описивање људи који изражавају ове привлачности. У Сједињеним Државама, најчешће ознаке су лезбијке (жене привучене женама), геј мушкарци (мушкарци привучени мушкарцима) и бисексуалци (људи привучени оба пола). Међутим, неки људи могу користити различите ознаке или ниједну”. Додатно наводе да је сексуална оријентација „различита од других компоненти пола и рода, укључујући биолошки пол (анатомске, физиолошке и генетске карактеристике повезане са мушким или женским полом), родни идентитет (психолошки осећај бити мушкарац или жена) и друштвена родна улога (културне норме које дефинишу женско и мушко понашање)”.
Сексуални идентитет и сексуално понашање су блиско повезани са сексуалном оријентацијом, али се разликују, при чему се сексуални идентитет односи на концепцију појединца о себи, понашање на стварне сексуалне радње које појединац обавља, а оријентација на „фантазије, везаности и чежње”. Појединци могу или не морају изражавати своју сексуалну оријентацију у свом понашању. Људи који имају не-хетеросексуална сексуалну оријентацију која се не подудара са њиховим сексуалним идентитетом понекад се називају „у ормару”. Међутим, термин може одражавати одређени културни контекст и одређену фазу транзиције у друштвима која се постепено баве интеграцијом сексуалних мањина. У студијама везаним за сексуалну оријентацију, када се говори о степену усклађености сексуалних привлачности, понашања и идентитета особе, научници обично користе термине конгруенција или дискорданција. Тако, за жену коју привлаче друге жене, али се изјашњава као хетеросексуална и има сексуалне односе само са мушкарцима, може се рећи да доживљава дискорданцију између своје сексуалне оријентације (хомосексуалне или лезбијске) и свог сексуалног идентитета и понашања (хетеросексуалног).
Сексуални идентитет се такође може користити за описивање перцепције особе о сопственом полу, а не сексуалној оријентацији. Термин сексуална преференција има слично значење као сексуална оријентација, и ова два термина се често користе наизменично, али Америчка психолошка асоцијација наводи да сексуална преференција сугерише степен добровољног избора. Термин је наведен од стране Комитета за геј и лезбијска питања Америчке психолошке асоцијације као израз који промовише „хетеросексуалну пристрасност”. Термин сексуална оријентација је увео сексолог Џон Мани уместо сексуалне преференције, тврдећи да привлачност није нужно ствар слободног избора.

### Андрофилија, гинефилија и други термини
Андрофилија и гинефилија (или гинекофилија) су термини који се користе у бихевиоралним наукама за описивање сексуалне привлачности, као алтернатива хомосексуалној и хетеросексуалној концептуализацији. Користе се за идентификацију објекта привлачности субјекта без приписивања полног одређења или родног идентитета субјенту. Сродни термини као што су пансексуалац и полисексуалац не праве таква одређења субјекту. Људи такође могу користити термине као што су квир, пансензуални, полифиделитетни, амбисексуални или персонализоване идентитете као што су бајк или бифилик.

Употреба андрофилије и гинефилије може избећи конфузију и увреду при описивању људи у не-западним културама, као и при описивању интерсексуалних и трансродних особа. Психијатар Анил Агравал објашњава да је андрофилија, заједно са гинефилијом,
потребна да би се превазишле огромне тешкоће у карактеризацији сексуалне оријентације транс мушкараца и транс жена. На пример, тешко је одлучити да ли је транс мушкарац еротски привучен мушкарцима хетеросексуална жена или хомосексуални мушкарац; или да ли је транс жена еротски привучена женама хетеросексуални мушкарац или лезбијска жена. Сваки покушај њихове класификације може не само изазвати конфузију већ и увредити дотичне субјекте. У таквим случајевима, приликом дефинисања сексуалне привлачности, најбоље је фокусирати се на објекат њихове привлачности, а не на пол или род субјекта.
Сексолог Милтон Дајмонд пише: „Термини хетеросексуалац, хомосексуалац и бисексуалац боље је користити као придеве, а не као именице, и боље их је примењивати на понашања, а не на људе. Ова употреба је посебно корисна када се расправља о партнерима транссексуалних или интерсексуалних особа. Ови новији термини такође не носе друштвену тежину претходних.”
Неки истраживачи заговарају употребу ове терминологије како би се избегла пристрасност својствена западним концептуализацијама људске сексуалности. Пишући о самоанској демографској групи фафафине, социолошкиња Џоана Шмит пише да у културама где се признаје трећи род, термин као што је „хомосексуални транссексуалац” није у складу са културним категоријама.
Неки истраживачи, као што је Брус Бејмил, критиковали су одређене начине на које су ознаке „хетеросексуалац” и „хомосексуалац” коришћене за трансродне особе, пишући: „...референтна тачка за 'хетеросексуалну' или 'хомосексуалну' оријентацију у овој номенклатури је искључиво генетски пол појединца пре промене пола (видети на пример, Бланчард и сар. 1987, Колман и Боктинг, 1988, Бланчард, 1989). Ове ознаке стога игноришу да лични осећај родног идентитета појединца има предност над биолошким полом, а не обрнуто.” Бејмил даље критикује начин на који ова терминологија олакшава тврдњу да су транссексуалци заправо хомосексуални мушкарци који покушавају да побегну од стигме.
Предложени су термини за сексуалну привлачност према особи рођеној као мушкарац са женственим родним изражавањем, укључујући гинандроморфофилија (придев: гинандроморфофилан) и гинемиметофилија (придев: гинемиметофилан).

### Род, трансродност, цисродност и конформност
Најранији писци о сексуалној оријентацији обично су је схватали као суштински повезану са полом самог субјекта. На пример, сматрало се да би типична особа женског тела која је привучена особама женског тела имала мушке атрибуте, и обрнуто. Ово схватање су делили већина значајних теоретичара сексуалне оријентације од средине деветнаестог до почетка двадесетог века, као што су Карл Хајнрих Улрихс, Рихард фон Крафт-Ебинг, Магнус Хиршфелд, Хевлок Елис, Карл Јунг и Сигмунд Фројд, као и многе родно-варијантне хомосексуалне особе саме. Међутим, ово схватање хомосексуалности као сексуалне инверзије било је оспоравано у то време, а током друге половине двадесетог века, родни идентитет је све више посматран као феномен одвојен од сексуалне оријентације. Трансродне и цисродне особе могу бити привучене мушкарцима, женама или обома, иако је преваленција различитих сексуалних оријентација прилично различита у ове две популације. Појединачни хомосексуалац, хетеросексуалац или бисексуалац може бити маскулин, феминин или андрогин. Ипак, анализа коју су спровели Џ. Мајкл Бејли и Кенет Цукер показала је да је већина геј мушкараца и лезбијки узоркованих у више студија пријавила „значајно више” понашања типичног за супротан пол у детињству него хетеросексуални субјекти.
Сексуална оријентација постаје сложенија када се разматрају небинарна схватања и пола и рода. Социолошкиња Пола Родригез Раст (2000) заговара вишеструку дефиницију сексуалне оријентације:
Већина алтернативних модела сексуалности... дефинише сексуалну оријентацију у смислу дихотомног биолошког пола или рода... Већина теоретичара не би елиминисала референцу на пол или род, већ уместо тога заговара уградњу сложенијих небинарних концепата пола или рода, сложенијих односа између пола, рода и сексуалности, и/или додатних не-родних димензија у моделе сексуалности.

### Односи изван оријентације
Геј и лезбијске особе могу имати сексуалне односе са особама супротног пола из различитих разлога, укључујући жељу за перципираном традиционалном породицом и бриге због дискриминације и верског остракизма. Док неке ЛГБТ особе крију своје оријентације од својих супружника, друге развијају позитивне геј и лезбијске идентитете док одржавају успешне хетеросексуалне бракове. Аутовање себи, супружнику супротног пола и деци може представљати изазове са којима се не суочавају геј и лезбијске особе које нису у браку са особама супротног пола или немају децу.

### Флуидност
Често се сексуална оријентација и идентитет сексуалне оријентације не разликују, што може утицати на тачну процену сексуалног идентитета и на то да ли се сексуална оријентација може променити; идентитет сексуалне оријентације може се мењати током живота појединца и може се, али и не мора, подударати са биолошким полом, сексуалним понашањем или стварном сексуалном оријентацијом. Сексуална оријентација је стабилна и непроменљива за огромну већину људи, али нека истраживања показују да неки људи могу доживети промену у својој сексуалној оријентацији, и то је вероватније за жене него за мушкарце. Америчка психолошка асоцијација разликује сексуалну оријентацију (урођену привлачност) и идентитет сексуалне оријентације (који се може променити у било ком тренутку живота особе).

## Узроци
Тачни узроци развоја одређене сексуалне оријентације још увек нису утврђени. До данас, спроведена су многа истраживања како би се утврдио утицај генетике, хормоналног деловања, развојне динамике, друштвених и културних утицаја — што је многе навело на закључак да биолошки и фактори околине играју сложену улогу у њеном формирању.

### Биологија
Истраживања су идентификовала неколико биолошких фактора који могу бити повезани са развојем сексуалне оријентације, укључујући гене, пренаталне хормоне и структуру мозга. Није идентификован ниједан јединствени узрок, а истраживања у овој области се настављају.
Иако истраживачи генерално верују да сексуална оријентација није одређена једним фактором, већ комбинацијом генетских, хормоналних и утицаја околине, при чему биолошки фактори укључују сложену интеракцију генетских фактора и раног окружења у материци, они фаворизују биолошке моделе као узрок. Постоји знатно више доказа који подржавају несоцијалне, биолошке узроке сексуалне оријентације него социјалне, посебно за мушкарце. Научници не верују да је сексуална оријентација избор, а неки од њих верују да се она успоставља при зачећу. Садашња научна истраживања обично траже биолошка објашњења за усвајање одређене сексуалне оријентације. Научне студије су пронашле бројне статистичке биолошке разлике између геј особа и хетеросексуалаца, које могу бити последица истог основног узрока као и сама сексуална оријентација.

#### Генетски фактори
Гени могу бити повезани са развојем сексуалне оријентације. Студија близанаца из 2001. године изгледа да искључује гене као главни фактор, док је студија близанаца из 2010. године установила да се хомосексуалност објашњава и генима и факторима околине. Међутим, експериментални дизајн доступних студија близанаца отежава њихово тумачење.
Године 2012, велика, свеобухватна студија повезаности на нивоу целог генома мушке сексуалне оријентације спроведена је од стране неколико независних група истраживача. Значајна повезаност са хомосексуалношћу пронађена је са генима на хромозому Xq28 и хромозому 8 у перицентромерном региону. Аутори су закључили да „наши налази, узети у контексту претходног рада, сугеришу да генетска варијација у сваком од ових региона доприноси развоју важне психолошке особине мушке сексуалне оријентације.” То је била највећа студија о генетској основи хомосексуалности до данас и објављена је онлајн у новембру 2014.
Међутим, у августу 2019, студија асоцијације читавог генома на 493.001 особи закључила је да стотине или хиљаде генетских варијанти леже у основи хомосексуалног понашања код оба пола, при чему је 5 варијанти посебно значајно повезано. Навели су да, за разлику од студија повезаности које су пронашле значајну асоцијацију сексуалне оријентације са варијантама на Х-хромозому, нису пронашли вишак сигнала (и ниједну појединачну значајну варијанту на нивоу генома) на Xq28 или остатку Х-хромозома.

#### Хормони
Хормонска теорија сексуалности сматра да, као што изложеност одређеним хормонима игра улогу у феталној диференцијацији пола, изложеност хормонима такође утиче на сексуалну оријентацију која се касније појављује код одрасле особе. Фетални хормони се могу посматрати или као примарни утицај на одраслу сексуалну оријентацију или као кофактор који интерагује са генима или факторима околине и друштвеним условима.
За људе, норма је да жене поседују два Х полна хромозома, док мушкарци имају један Х и један Y. Подразумевани развојни пут за људски фетус је женски, док је Y хромозом тај који изазива промене неопходне за прелазак на мушки развојни пут. Овај процес диференцијације покрећу андрогени хормони, углавном тестостерон и дихидротестостерон (DHT). Новоформирани тестиси у фетусу су одговорни за лучење андрогена, који ће сарађивати у покретању полне диференцијације фетуса у развоју, укључујући и његов мозак. То резултира полним разликама између мушкараца и жена. Ова чињеница је навела неке научнике да на различите начине тестирају резултате модификације нивоа изложености андрогенима код сисара током феталног и раног живота.

#### Редослед рођења
Значајан обим истраживања показао је да се вероватноћа да ће мушко дете одрасти у геј особу повећава са сваким старијим братом којег има од исте мајке. Познат као ефекат браће по рођењу (FBO), научници ово приписују пренаталном биолошком механизму – конкретно, мајчином имунолошком одговору на мушке фетусе – пошто је ефекат присутан само код мушкараца са старијом биолошком браћом, а не међу мушкарцима са старијим полубраћом и усвојеном браћом. Овај процес, познат као хипотеза мајчине имунизације (MIH), почиње када ћелије мушког фетуса уђу у мајчину циркулацију током трудноће. Ове ћелије носе Y-протеине, за које се сматра да играју улогу у маскулинизацији мозга (полној диференцијацији) током феталног развоја. Имуни систем мајке ствара антитела на ове Y-протеине. Ова антитела се касније ослобађају на будуће мушке фетусе и ометају маскулинизацијску улогу Y-протеина, остављајући регионе мозга одговорне за сексуалну оријентацију у 'подразумеваној' женско-типичној конфигурацији, што доводи до тога да изложени син буде више привучен мушкарцима него женама. Биохемијски докази за ову хипотезу идентификовани су 2017. године, откривши да мајке са геј сином, посебно оне са старијом браћом, имају значајно веће нивое антитела на Y-протеин NLGN4Y него мајке са хетеросексуалним синовима.
Ефекат постаје јачи са сваком следећом мушком трудноћом, што значи да се шансе да следећи син буде геј повећавају за 38–48%. Ово не значи да ће сви или већина синова бити геј након неколико мушких трудноћа, већ да се шансе за добијање геј сина повећавају са приближно 2% за прворођеног сина, на 4% за другог, 6% за трећег и тако даље. Научници су проценили да између 15% и 29% геј мушкараца своју сексуалну оријентацију може дуговати овом ефекту, али број може бити већи, јер су претходни побачаји и прекиди мушких трудноћа можда изложили њихове мајке антигенима везаним за Y хромозом. Ефекат браће по рођењу се вероватно не би односио на прворођене геј синове; уместо тога, научници кажу да они своју оријентацију могу дуговати генима, пренаталним хормонима и другим мајчиним имунолошким одговорима који такође утичу на развој мозга. Овај ефекат је поништен ако је мушкарац леворук. Реј Бланчард и Ентони Богарт су заслужни за откривање овог ефекта 1990-их. Џ. Мајкл Бејли и Жак Балтазар кажу да FBO ефекат демонстрира да је сексуална оријентација снажно под утицајем пренаталних биолошких механизама, а не неидентификованих фактора социјализације.

### Друштвене хипотезе
У области генетике, сваки фактор који није генетски сматра се утицајем околине. Међутим, утицај околине не имплицира аутоматски да друштвено окружење утиче или доприноси развоју сексуалне оријентације. Постоји огромно несоцијално окружење које је не-генетско, али ипак биолошко, као што је пренатални развој, које вероватно помаже у обликовању сексуалне оријентације.‍:76
Нема суштинских доказа који подржавају сугестију да искуства из раног детињства, родитељство, сексуално злостављање или други неповољни животни догађаји утичу на сексуалну оријентацију. Хипотезе о утицају постнаталног друштвеног окружења на сексуалну оријентацију су слабе, посебно за мушкарце. Ставови родитеља могу утицати на то да ли ће деца отворено идентификовати своју сексуалну оријентацију. Иако је касније утврђено да је засновано на предрасудама и дезинформацијама, некада се сматрало да је хомосексуалност резултат погрешног психолошког развоја, произашлог из искустава у детињству и проблематичних односа, укључујући сексуално злостављање у детињству. Такве хипотезе „су повезане са високо набијеним политичким, моралним и теолошким разлозима за жељу да се верује да се може променити”.

### Утицаји: изјаве стручних организација
Америчка академија за педијатрију је 2004. године изјавила:
Механизми за развој одређене сексуалне оријентације остају нејасни, али тренутна литература и већина научника у овој области наводе да сексуална оријентација појединца није избор; то јест, појединци не бирају да буду хомосексуалци или хетеросексуалци. Предложене су различите теорије о утицајима на сексуалну оријентацију. Сексуална оријентација вероватно није одређена једним фактором, већ комбинацијом генетских, хормоналних и утицаја околине. Последњих деценија, стручњаци фаворизују биолошки засноване теорије. Иако и даље постоје контроверзе и несигурност у погледу генезе различитих људских сексуалних оријентација, не постоје научни докази да абнормално родитељство, сексуално злостављање или други неповољни животни догађаји утичу на сексуалну оријентацију. Тренутно знање сугерише да се сексуална оријентација обично успоставља током раног детињства.
Америчка психолошка асоцијација, Америчка психијатријска асоцијација и Национално удружење социјалних радника су 2006. године изјавили:
Тренутно не постоји научни консензус о специфичним факторима који узрокују да појединац постане хетеросексуалан, хомосексуалан или бисексуалан – укључујући могуће биолошке, психолошке или друштвене ефекте сексуалне оријентације родитеља. Међутим, доступни докази указују да је огромна већина лезбијских и геј одраслих особа одгајана од стране хетеросексуалних родитеља, а огромна већина деце коју су одгајали лезбијски и геј родитељи на крају одрасте у хетеросексуалце.
Краљевски колеџ психијатара је 2007. године изјавио:
Упркос скоро веку психоаналитичких и психолошких спекулација, не постоје суштински докази који подржавају сугестију да природа родитељства или искуства из раног детињства играју било какву улогу у формирању темељне хетеросексуалне или хомосексуалне оријентације особе. Чини се да је сексуална оријентација биолошке природе, одређена сложеном интеракцијом генетских фактора и раног окружења у материци. Сексуална оријентација стога није избор, иако сексуално понашање очигледно јесте.
Америчка психијатријска асоцијација је 2011. године изјавила:
Нико не зна шта узрокује хетеросексуалност, хомосексуалност или бисексуалност. Некада се сматрало да је хомосексуалност резултат проблематичне породичне динамике или погрешног психолошког развоја. Сада се схвата да су те претпоставке биле засноване на дезинформацијама и предрасудама.
У правном поднеску од 26. септембра 2007. године, представљеном у име Америчке психолошке асоцијације, Калифорнијске психолошке асоцијације, Америчке психијатријске асоцијације, Националног удружења социјалних радника и Калифорнијског огранка Националног удружења социјалних радника, наведено је:
Иако су многа истраживања испитивала могуће генетске, хормоналне, развојне, друштвене и културне утицаје на сексуалну оријентацију, нису се појавили налази који би омогућили научницима да закључе да је сексуална оријентација – хетеросексуалност, хомосексуалност или бисексуалност – одређена било којим посебним фактором или факторима. Процена amici је да, иако нека од ових истраживања могу бити обећавајућа у олакшавању већег разумевања развоја сексуалне оријентације, она тренутно не дозвољавају закључак заснован на чврстој науци о узроку или узроцима сексуалне оријентације, било да је хомосексуална, бисексуална или хетеросексуална.

## Напори за промену сексуалне оријентације
Напори за промену сексуалне оријентације су методе које имају за циљ промену истополне сексуалне оријентације. Они могу укључивати бихевиоралне технике, когнитивно-бихевиоралну терапију, репаративну терапију, психоаналитичке технике, медицинске приступе, те верске и духовне приступе.
Ниједна велика стручна организација за ментално здравље не одобрава напоре за промену сексуалне оријентације и готово све су усвојиле изјаве о политици које упозоравају струку и јавност на третмане који тврде да мењају сексуалну оријентацију. То укључује Америчку психијатријску асоцијацију, Америчку психолошку асоцијацију, Америчко удружење саветника, Национално удружење социјалних радника у САД, Краљевски колеџ психијатара, и Аустралијско психолошко друштво.
У 2009. години, Радна група Америчке психолошке асоцијације за одговарајуће терапијске одговоре на сексуалну оријентацију спровела је систематски преглед рецензиране литературе о напорима за промену сексуалне оријентације (SOCE) и закључила:
Напори за промену сексуалне оријентације вероватно неће бити успешни и укључују одређени ризик од штете, супротно тврдњама практичара и заговорника SOCE. Иако истраживачка и клиничка литература показују да су истополне сексуалне и романтичне привлачности, осећања и понашања нормалне и позитивне варијације људске сексуалности, без обзира на идентитет сексуалне оријентације, радна група је закључила да популација која се подвргава SOCE тежи да има снажно конзервативне верске ставове који их наводе да траже промену своје сексуалне оријентације. Стога, одговарајућа примена афирмативних терапијских интервенција за оне који траже SOCE укључује прихватање, подршку и разумевање клијената од стране терапеута и олакшавање активног суочавања, социјалне подршке, те истраживања и развоја идентитета клијената, без наметања специфичног исхода идентитета сексуалне оријентације.
У 2012. години, Панамеричка здравствена организација (северно и јужноамерички огранак Светске здравствене организације) издала је саопштење којим упозорава на услуге које наводно „лече” људе са не-хетеросексуалним сексуалним оријентацијама, јер немају медицинско оправдање и представљају претњу по здравље и добробит погођених особа. Истакли су да је глобални научни и професионални консензус да је хомосексуалност нормална и природна варијација људске сексуалности и не може се сматрати патолошким стањем. Панамеричка здравствена организација даље је позвала владе, академске институције, професионална удружења и медије да разоткрију ове праксе и промовишу поштовање различитости. Огранак Светске здравствене организације је такође напоменуо да су геј малолетници понекад били присиљени да похађају ове „терапије” невољно, лишени слободе и понекад држани у изолацији неколико месеци. Додатно, Панамеричка здравствена организација је препоручила да се такве лоше праксе осуде и подвргну санкцијама и казнама према националном законодавству, јер представљају кршење етичких принципа здравствене заштите и нарушавају људска права која су заштићена међународним и регионалним споразумима.
Национална асоцијација за истраживање и терапију хомосексуалности (NARTH), која се описивала као „професионална, научна организација која нуди наду онима који се боре са нежељеном хомосексуалношћу”, није се слагала са ставом већинске заједнице за ментално здравље о конверзионој терапији, како у погледу њене ефикасности, тако и описујући сексуалну оријентацију не као бинарни непроменљиви квалитет, или као болест, већ као континуум интензитета сексуалних привлачности и емоционалних афеката. Америчка психолошка асоцијација и Краљевски колеџ психијатара изразили су забринутост да ставови које заступа NARTH нису подржани науком и стварају окружење у којем предрасуде и дискриминација могу да цветају.

## Процена и мерење
Различите дефиниције и јаке сексуалне норме о сексуалности могу отежати квантификацију сексуалне оријентације.

### Ране класификационе шеме
Једна од најранијих шема за класификацију сексуалне оријентације предложена је 1860-их година од стране Карла Хајнриха Улрихса у серији памфлета које је приватно објавио. Класификациона шема, која је била намењена само за описивање мушкараца, делила их је у три основне категорије: дионинг, урнинг и уранодионинг. Урнинг се даље може категорисати према степену ефеминације. Ове категорије директно одговарају категоријама сексуалне оријентације које се данас користе: хетеросексуална, хомосексуална и бисексуална. У серији памфлета, Улрихс је изнео низ питања како би се утврдило да ли је мушкарац урнинг. Дефиниције сваке категорије Улрихсове класификационе шеме су следеће:
- Дионинг – Упоредиво са модерним термином „хетеросексуалац”
- Урнинг – Упоредиво са модерним термином „хомосексуалац”

Манлинг – Мужеван урнинг
Вајблинг – Ефеминисан урнинг
Цвишен – Помало мужеван и помало ефеминисан урнинг
Вирилизован – Урнинг који се сексуално понаша као дионинг
- Урано-Дионинг – Упоредиво са модерним термином „бисексуалац”

Од касног деветнаестог века у Европи, постојала је спекулација да распон људског сексуалног одговора више личи на континуум него на две или три дискретне категорије. Берлински сексолог Магнус Хиршфелд објавио је 1896. године шему која је мерила снагу сексуалне жеље појединца на две независне скале од 10 поена, А (хомосексуална) и Б (хетеросексуална). Хетеросексуална особа би могла бити А0, Б5; хомосексуална особа А5, Б0; асексуална особа А0, Б0; а неко са интензивном привлачношћу према оба пола био би А9, Б9.

### Кинсијева скала
Кинсијева скала, такође названа и Хетеросексуално-хомосексуална скала, први пут је објављена у делу Сексуално понашање људског мужјака (1948) од стране Алфреда Кинсија, Вордела Помероја и Клајда Мартина, а такође се појављује и у делу Сексуално понашање људске женке (1953). Скала је развијена како би се супротставила тадашњој претпоставци да су људи или хетеросексуални или хомосексуални и да ова два типа представљају антитезе у сексуалном свету. Увиђајући да значајан део популације није потпуно хетеросексуалан или хомосексуалан и да такви људи могу доживети и хетеросексуално и хомосексуално понашање и емоционалне реакције, Кинси и сарадници су изјавили:
Мушкарци не представљају две дискретне популације, хетеросексуалну и хомосексуалну. Свет се не може поделити на овце и козе. Нису све ствари црне нити су све ствари беле... Живи свет је континуум у сваком свом аспекту. Што пре ово научимо о људском сексуалном понашању, пре ћемо доћи до здравог разумевања стварности секса.— Кинси и сар. (1948) стр. 639.
Кинсијева скала пружа класификацију сексуалне оријентације засновану на релативним количинама хетеросексуалног и хомосексуалног искуства или емоционалних реакција у историји појединца у датом тренутку. Класификациона шема функционише тако да појединци у истој категорији показују исти баланс између хетеросексуалних и хомосексуалних елемената у својој историји. Положај на скали се заснива на односу хетеросексуалности према хомосексуалности у историји особе, а не на стварној количини отвореног искуства или емоционалне реакције. Појединцу се може доделити позиција на скали у складу са следећим дефиницијама тачака на скали:
| Оцена | Опис |
| ----- | --- |
| 0     | Искључиво хетеросексуални. Појединци не остварују физички контакт који резултира еротским узбуђењем или оргазмом и немају емоционалне реакције на појединце сопственог пола. |
| 1     | Претежно хетеросексуални/инцидентно хомосексуални. Појединци имају само инцидентне хомосексуалне контакте који су укључивали физичку или емоционалну реакцију, или инцидентну емоционалну реакцију без физичког контакта.                                                                  |
| 2     | Претежно хетеросексуални, али више од инцидентно хомосексуални. Појединци имају више од инцидентног хомосексуалног искуства или прилично дефинитивно реагују на хомосексуалне стимулусе.                                                                                                   |
| 3     | Подједнако хетеросексуални и хомосексуални. Појединци су отприлике подједнако хомосексуални и хетеросексуални у својим искуствима или емоционалним реакцијама. |
| 4     | Претежно хомосексуални, али више од инцидентно хетеросексуални. Појединци имају више отворене активности или емоционалних реакција у хомосексуалном домену, док и даље одржавају приличну количину хетеросексуалне активности или прилично дефинитивно реагују на хетеросексуални контакт. |
| 5     | Претежно хомосексуални/само инцидентно хетеросексуални. Појединци су скоро у потпуности хомосексуални у својим активностима или реакцијама. |
| 6     | Искључиво хомосексуални. Појединци који су искључиво хомосексуални, како у погледу свог отвореног искуства, тако и у погледу својих емоционалних реакција. |

Кинсијева скала је похваљена због одбацивања дихотомне класификације сексуалне оријентације и омогућавања нове перспективе на људску сексуалност. Упркос томе што седам категорија може пружити прецизнији опис сексуалне оријентације од дихотомне скале, и даље је тешко одредити у коју категорију би појединце требало сврстати. У великој студији која је поредила сексуални одговор код хомосексуалних мушкараца и жена, Мастерс и Џонсон расправљају о тешкоћи додељивања Кинсијевих оцена учесницима. Посебно, установили су да је тешко одредити релативну количину хетеросексуалног и хомосексуалног искуства и одговора у historiji osobe приликом коришћења скале. Извештавају да им је било тешко доделити оцене 2–4 за појединце са великим бројем хетеросексуалних и хомосексуалних искустава. Када постоји значајан број хетеросексуалних и хомосексуалних искустава у историји особе, постаје тешко да та особа буде потпуно објективна у процени релативне количине сваког.
Вајнрих и сарадници (1993) и Вајнберг и сарадници (1994) критиковали су скалу због груписања појединаца који су различити на основу различитих димензија сексуалности у исте категорије. Приликом примене скале, Кинси је разматрао две димензије сексуалне оријентације: отворено сексуално искуство и психосексуалне реакције. Вредне информације су изгубљене сажимањем две вредности у један коначан резултат. Особа која има само претежно истополне реакције разликује се од некога са релативно мало реакција, али много истополних искустава. Било би прилично једноставно да је Кинси мерио две димензије одвојено и извештавао о резултатима независно како би се избегао губитак информација. Штавише, постоји више од две димензије сексуалности које треба размотрити. Поред понашања и реакција, могло би се проценити и привлачност, идентификација, стил живота итд. Ово је обрађено у Клајновој мрежи сексуалне оријентације.
Трећа забринутост у вези са Кинсијевом скалом је да она неправилно мери хетеросексуалност и хомосексуалност на истој скали, чинећи једну компромисом друге. Истраживања из 1970-их о маскулиности и фемининости показала су да се концепти маскулиности и фемининости адекватније мере као независни концепти на одвојеним скалама, а не као један континуум са супротним екстремима на крајевима. Када се пореде на истој скали, они делују као компромиси, где бити више феминин значило бити мање маскулин и обрнуто. Међутим, ако се посматрају као одвојене димензије, особа може бити истовремено веома маскулина и веома феминина. Слично томе, разматрање хетеросексуалности и хомосексуалности на одвојеним скалама омогућило би особи да буде и веома хетеросексуална и веома хомосексуална, или не превише ни једног ни другог. Када се мере независно, степен хетеросексуалности и хомосексуалности може се независно одредити, уместо баланса између хетеросексуалности и хомосексуалности како се одређује помоћу Кинсијеве скале.

### Клајнова мрежа сексуалне оријентације
Као одговор на критику да Кинсијева скала мери само две димензије сексуалне оријентације, Фриц Клајн је развио Клајнову мрежу сексуалне оријентације (KSOG), вишедимензионалну скалу за описивање сексуалне оријентације. Представљена у Клајновој књизи Бисексуална опција (1978), KSOG користи скалу од 7 тачака за процену седам различитих димензија сексуалности у три различита периода живота појединца: прошлост (од ране адолесценције до пре годину дана), садашњост (у последњих 12 месеци) и идеал (оно што би појединац изабрао да је то потпуно његов избор).

### Селова процена сексуалне оријентације
Селова процена сексуалне оријентације (SASO) развијена је да одговори на главне забринутости у вези са Кинсијевом скалом и Клајновом мрежом сексуалне оријентације и као таква, мери сексуалну оријентацију на континууму, разматра различите димензије сексуалне оријентације, и разматра хомосексуалност и хетеросексуалност одвојено. Уместо да пружи коначно решење на питање како најбоље мерити сексуалну оријентацију, SASO је намењен да подстакне дискусију и дебату о мерењима сексуалне оријентације.
SASO се састоји од 12 питања. Шест од ових питања процењује сексуалну привлачност, четири процењују сексуално понашање, а два процењују идентитет сексуалне оријентације. За свако питање на скали које мери хомосексуалност постоји одговарајуће питање које мери хетеросексуалност, што даје шест одговарајућих парова питања. Узети сви заједно, шест парова питања и одговора пружају профил сексуалне оријентације појединца. Međutim, резултати се могу додатно поједноставити у четири сажетка који се специфично баве одговорима који одговарају или хомосексуалности, хетеросексуалности, бисексуалности или асексуалности.
Од свих питања на скали, Сел је сматрао да су она која процењују сексуалну привлачност најважнија, јер сексуална привлачност боље одражава концепт сексуалне оријентације, коју је дефинисао као „степен сексуалне привлачности према члановима другог, истог, оба пола или ниједног” него сексуални идентитет или сексуално понашање. Идентитет и понашање се мере као додатне информације јер су оба блиско повезана са сексуалном привлачношћу и сексуалном оријентацијом. Главне критике SASO нису утврђене, али забринутост је да поузданост и валидност остају у великој мери неиспитане.

### Потешкоће са проценом
Истраживања која се фокусирају на сексуалну оријентацију користе скале за процену како би се идентификовало ко припада којој сексуалној популационој групи. Претпоставља се да ће ове скале моћи поуздано да идентификују и категоризују људе према њиховој сексуалној оријентацији. Међутим, тешко је одредити сексуалну оријентацију појединца путем скала за процену, због двосмислености у вези са дефиницијом сексуалне оријентације. Генерално, постоје три компоненте сексуалне оријентације које се користе у процени. Њихове дефиниције и примери како се могу проценити су следећи:
| Компонента            | Дефиниција | Питања |
| --------------------- | --- | --- |
| Сексуална привлачност | Привлачност према једном полу или жеља за сексуалним односима или за примарним љубавним, сексуалним односом са једним или оба пола                                                               | „Да ли сте икада осетили романтичну привлачност према мушкарцу? Да ли сте икада осетили романтичну привлачност према жени?” |
| Сексуално понашање    | „Било која обострано добровољна активност са другом особом која укључује генитални контакт и сексуално узбуђење, то јест, осећај стварног узбуђења, чак и ако до сношаја или оргазма није дошло” | „Да ли сте икада имали однос са особом свог пола који је резултирао сексуалним оргазмом?” |
| Сексуални идентитет   | Лично изабране, друштвено и историјски везане ознаке везане за перцепције и значења која појединци имају о свом сексуалном идентитету.                                                           | „Изаберите једну од ових шест опција: геј или лезбијка; бисексуалац, али углавном геј или лезбијка; бисексуалац подједнако геј/лезбијка и хетеросексуалац; бисексуалац али углавном хетеросексуалац; хетеросексуалац; и несигуран, не знам сигурно.” |

Иако су сексуална привлачност, понашање и идентитет све компоненте сексуалне оријентације, ако би особа дефинисана једном од ових димензија била конгруентна са онима дефинисаним другом димензијом, не би било важно која се користи за процену оријентације, али то није случај. Постоји „мала кохерентна веза између количине и мешавине хомосексуалног и хетеросексуалног понашања у биографији особе и избора те особе да себе означи као бисексуалну, хомосексуалну или хетеросексуалну”. Појединци обично доживљавају различите привлачности и понашања која могу одражавати знатижељу, експериментисање, друштвени притисак и нису нужно показатељ основне сексуалне оријентације. На пример, жена може имати фантазије или мисли о сексу са другим женама, али никада не поступа по тим мислима и има сексуалне односе само са партнерима супротног пола. Ако би се сексуална оријентација процењивала на основу сексуалне привлачности, ова особа би се сматрала хомосексуалном, али њено понашање указује на хетеросексуалност.
Како нема истраживања која указују која од три компоненте је суштинска у дефинисању сексуалне оријентације, све три се користе независно и пружају различите закључке у вези са сексуалном оријентацијом. Савин-Вилијамс (2006) расправља о овом питању и напомиње да истраживачи, базирајући своје налазе о сексуалној оријентацији на једној компоненти, можда заправо не обухватају циљану популацију. На пример, ако се хомосексуалац дефинише понашањем са истим полом, геј девице се изостављају, хетеросексуалци који се упуштају у истополно понашање из других разлога осим преферираног сексуалног узбуђења се погрешно броје, а они са истополном привлачношћу који имају односе само са супротним полом се искључују. Због ограничених популација које свака компонента обухвата, потрошачи истраживања треба да буду опрезни приликом генерализације ових налаза.
Једна од употреба скала које процењују сексуалну оријентацију је одређивање преваленције различитих сексуалних оријентација унутар популације. У зависности од узраста, културе и пола испитаника, стопе преваленције хомосексуалности варирају у зависности од тога која компонента сексуалне оријентације се процењује: сексуална привлачност, сексуално понашање или сексуални идентитет. Процена сексуалне привлачности ће дати највећу преваленцију хомосексуалности у популацији, при чему је удео појединаца који наводе да их привлачи исти пол два до три пута већи од удела који пријављују истополно понашање или се идентификују као геј, лезбијке или бисексуалци. Штавише, извештаји о истополном понашању обично премашују оне о геј, лезбијској или бисексуалној идентификацији. Следећа табела показује колико преваленција хомосексуалности може варирати у зависности од узраста, локације и компоненте сексуалне оријентације која се процењује:
|                       | Привлачност | Привлачност | Понашање | Понашање | Идентитет | Идентитет |
| --------------------- | ----------- | ----------- | -------- | -------- | --------- | --------- |
| Земља: Узрасна група  | Жена        | Мушкарац    | Жена     | Мушкарац | Жена      | Мушкарац  |
| САД: Млади            | 6%          | 3%          | 11%      | 5%       | 8%        | 3%        |
| САД: Млади одрасли    | 13%         | 5%          | 4%       | 3%       | 4%        | 3%        |
| САД: Одрасли          | 8%          | 8%          | 4%       | 9%       | 1%        | 2%        |
| Аустралија: Одрасли   | 17%         | 15%         | 8%       | 16%      | 4%        | 7%        |
| Турска: Млади одрасли | 7%          | 6%          | 4%       | 5%       | 2%        | 2%        |
| Норвешка: Адолесценти | 21%         | 9%          | 7%       | 6%       | 5%        | 5%        |

Варијанце у стопама преваленције огледају се у недоследним одговорима људи на различите компоненте сексуалне оријентације унутар једне студије и нестабилности њихових одговора током времена. Лауман и сарадници (1994) установили су да међу одраслима у САД, 20% оних који би се сматрали хомосексуалцима на основу једне компоненте оријентације, били су хомосексуалци на друге две димензије, док је 70% одговорило на начин који је био конзистентан са хомосексуалношћу само на једној од три димензије. Штавише, сексуалност може бити флуидна; на пример, идентитет сексуалне оријентације особе није нужно стабилан или конзистентан током времена, већ је подложан променама током живота. Дајмонд (2003) је установила да је током седам година две трећине жена променило свој сексуални идентитет барем једном, при чему су многе изјавиле да ознака није адекватно обухватала разноликост њихових сексуалних или романтичних осећања. Штавише, жене које су се одрекле бисексуалне и лезбијске идентификације нису се одрекле истополне сексуалности и признале су могућност будућих истополних привлачности или понашања. Једна жена је изјавила: „Углавном сам стрејт, али сам једна од оних особа које би, ако би се појавила права околност, променила свој став”. Стога, појединци класификовани као хомосексуалци у једној студији можда неће бити идентификовани на исти начин у другој, у зависности од тога које се компоненте процењују и када се процена врши, што отежава прецизно одређивање ко је хомосексуалац, а ко није, и колика је укупна преваленција унутар популације.

#### Импликације
У зависности од тога која се компонента сексуалне оријентације процењује и на коју се реферише, могу се извући различити закључци о стопи преваленције хомосексуалности, што има последице у стварном свету. Сазнање колики део популације чине хомосексуалне особе утиче на то како та популација може бити виђена или третирана од стране јавности и владиних тела. На пример, ако хомосексуалне особе чине само 1% опште популације, политички их је лакше игнорисати него ако се зна да су изборна јединица која надмашује већину етничких и мањинских група. Ако је број релативно мали, тешко је аргументовати за програме и услуге за истополне заједнице, масовно медијско укључивање геј узора, или Геј-стрејт алијансе у школама. Из тог разлога, 1970-их година, Брус Волер, председавајући Националне геј и лезбијске радне групе, промовисао је уобичајени мит да је преваленција хомосексуалности 10% за целу популацију тако што је просечно израчунао 13% за мушкарце и 7% за жене. Волер је генерализовао овај налаз и користио га као део модерног покрета за геј права како би убедио политичаре и јавност да смо „ми [гејеви и лезбијке] свуда”.

#### Предложена решења
У раду „Ко је геј? Да ли је то важно?”, психолог Рич Савин-Вилијамс предлаже два различита приступа процени сексуалне оријентације док се не развију добро позициониране и психометријски утемељене и тестиране дефиниције које би омогућиле истраживањима да поуздано идентификују преваленцију, узроке и последице хомосексуалности.
Прво, он предлаже да се већи приоритет даје сексуалном узбуђењу и привлачности у односу на понашање и идентитет, јер је мање подложно самообмани и обмани других, друштвеним условима и променљивим значењима. За мерење привлачности и узбуђења предложио је да се развију и користе биолошке мере. Постоје бројне биолошке/физиолошке мере које могу мерити сексуалну оријентацију као што су сексуално узбуђење, скенирање мозга, праћење погледа, преференција телесног мириса, и анатомске варијације као што су однос дужине прстију и деснорукост или леворукост.
Друго, Савин-Вилијамс предлаже да истраживачи треба да напусте општи појам сексуалне оријентације у потпуности и процењују само оне компоненте које су релевантне за истраживачко питање које се истражује. На пример:
- За процену полно преносивих болести или преноса ХИВ-а, мерити сексуално понашање
- За процену међуљудских веза, мерити сексуалну/романтичну привлачност
- За процену политичке идеологије, мерити сексуални идентитет

### Средства за процену
Средства која се обично користе укључују анкете, интервјуе, међукултуралне студије, мерења физичког узбуђења сексуално понашање, сексуалне фантазије, или образац еротског узбуђења. Најчешће је вербално самоизјашњавање или самоозначавање, што зависи од тога да ли су испитаници тачни у вези са собом.

#### Сексуално узбуђење
Проучавање људског сексуалног узбуђења показало се као плодоносан начин разумевања разлика између мушкараца и жена као полова и у погледу сексуалне оријентације. Клиничко мерење може користити пенилну или вагиналну фотоплетизмографију, где се мери надимање гениталија крвљу као одговор на излагање различитом еротском материјалу.
Неки истраживачи који проучавају сексуалну оријентацију тврде да се концепт може различито примењивати на мушкарце и жене. Студија образаца сексуалног узбуђења је утврдила да жене, када гледају еротске филмове који приказују женско-женску, мушко-мушку и мушко-женску сексуалну активност (орални секс или пенетрација), имају обрасце узбуђења који се не поклапају са њиховим декларисаним сексуалним оријентацијама као што је то случај код мушкараца. То јест, сексуално узбуђење хетеросексуалних и лезбијских жена на еротске филмове не разликује се значајно према половима учесника (мушким или женским) нити према врсти сексуалне активности (хетеросексуалној или хомосексуалној). Обрасци сексуалног узбуђења мушкараца имају тенденцију да буду више у складу са њиховим наведеним оријентацијама, при чему хетеросексуални мушкарци показују веће узбуђење пениса на женско-женску сексуалну активност и мање узбуђење на женско-мушке и мушко-мушке сексуалне стимулусе, док су хомосексуални и бисексуални мушкарци више узбуђени филмовима који приказују мушко-мушки сношај, а мање узбуђени другим стимулусима.
Друга студија о обрасцима сексуалног узбуђења мушкараца и жена потврдила је да мушкарци и жене имају различите обрасце узбуђења, независно од њихових сексуалних оријентација. Студија је утврдила да се гениталије жена узбуђују и на људске и на нељудске стимулусе из филмова који приказују људе оба пола како имају секс (хетеросексуални и хомосексуални) и из видео снимака који приказују нељудске примате (бонобо) како имају секс. Мушкарци нису показивали никакво сексуално узбуђење на нељудске визуелне стимулусе, а њихови обрасци узбуђења били су у складу са њиховим специфичним сексуалним интересом (жене за хетеросексуалне мушкарце и мушкарци за хомосексуалне мушкарце).
Ове студије сугеришу да се мушкарци и жене разликују у погледу образаца сексуалног узбуђења и да се то такође одражава на начин на који њихове гениталије реагују на сексуалне стимулусе оба пола или чак на нељудске стимулусе. Сексуална оријентација има много димензија (привлачности, понашање, идентитет), од којих је сексуално узбуђење једини производ сексуалних привлачности који се тренутно може мерити са одређеним степеном физичке прецизности. Дакле, чињеница да се жене узбуђују гледајући нељудске примате како имају секс не значи да женска сексуална оријентација укључује ову врсту сексуалног интереса. Неки истраживачи тврде да сексуална оријентација жена мање зависи од њихових образаца сексуалног узбуђења него код мушкараца и да се друге компоненте сексуалне оријентације (као што је емоционална везаност) морају узети у обзир приликом описивања сексуалних оријентација жена. Насупрот томе, сексуалне оријентације мушкараца имају тенденцију да буду првенствено усмерене на физичку компоненту привлачности, и стога су њихова сексуална осећања искључивије оријентисана према полу.
Недавно, научници су почели да се фокусирају на мерење промена у можданој активности повезаних са сексуалним узбуђењем, користећи технике скенирања мозга. Студија о томе како мозгови хетеросексуалних и хомосексуалних мушкараца реагују на гледање слика нагих мушкараца и жена утврдила је да и хетеро- и хомосексуални мушкарци позитивно реагују на гледање свог преферираног пола, користећи исте regione мозга. Једина значајна групна разлика између ових оријентација пронађена је у амигдали, региону мозга познатом по томе што је укључен у регулацију страха.

## Култура
Истраживања сугеришу да је сексуална оријентација независна од културних и других друштвених утицаја, али да отворена идентификација сопствене сексуалне оријентације може бити отежана у хомофобичним/хетеросексистичким окружењима. Друштвени системи као што су религија, језик и етничке традиције могу имати снажан утицај на остваривање сексуалне оријентације. Утицаји културе могу закомпликовати процес мерења сексуалне оријентације. Већина емпиријских и клиничких истраживања о ЛГБТ популацијама спроводи се на углавном белим, средњокласним, добро образованим узорцима; међутим, постоје џепови истраживања који документују различите друге културне групе, иако су оне често ограничене у разноликости рода и сексуалне оријентације испитаника. Интеграција сексуалне оријентације са социокултурним идентитетом може представљати изазов за ЛГБТ појединце. Појединци могу или не морају сматрати да их њихова сексуална оријентација дефинише у погледу сексуалног идентитета, јер могу искусити различите степене флуидности сексуалности, или се једноставно могу јаче идентификовати са другим аспектом свог идентитета, као што је породична улога. Америчка култура ставља велики нагласак на индивидуалне особине, а себе доживљава као непроменљивог и константног. Насупрот томе, источноазијске културе стављају велики нагласак на друштвену улогу особе унутар друштвених хијерархија, а себе доживљавају као флуидног и променљивог. Ове различите културне перспективе имају многе импликације на когницију о себи, укључујући перцепцију сексуалне оријентације.

### Језик
Превођење је главна препрека приликом поређења различитих култура. Многим енглеским терминима недостају еквиваленти у другим језицима, док се концепти и речи из других језика не одражавају у енглеском језику. Преводилачке и вокабуларске препреке нису ограничене на енглески језик. Језик може присилити појединце да се идентификују са етикетом која можда не одражава тачно њихову праву сексуалну оријентацију. Језик се такође може користити за сигнализирање сексуалне оријентације другима. Значење речи које се односе на категорије сексуалне оријентације преговара се у масовним медијима у односу на друштвену организацију. Нове речи се могу увести у употребу како би се описали нови термини или боље описале сложене интерпретације сексуалне оријентације. Друге речи могу добити нове слојеве значења. На пример, хетеросексуални шпански термини marido и mujer за „мужа” и „жену”, респективно, недавно су у Шпанији замењени родно неутралним терминима cónyuges или consortes што значи „супружници”.

### Перцепције
Једна особа може претпоставити знање о сексуалној оријентацији друге особе на основу перципираних карактеристика, као што су изглед, одећа, глас (уп. говор геј мушкараца), и пратња и понашање са другим људима. Покушај откривања сексуалне оријентације у друштвеним ситуацијама понекад се колоквијално назива гејдар; неке студије су откриле да погађања заснована на фотографијама лица имају боље резултате од случајности. Истраживање из 2015. године сугерише да је „гејдар” алтернативна ознака за коришћење ЛГБТ стереотипа за закључивање о оријентацији, и да облик лица није тачан показатељ оријентације.
Перципирана сексуална оријентација може утицати на то како се особа третира. На пример, у Сједињеним Државама, ФБИ је известио да је 15,6% злочина из мржње пријављених полицији 2004. године било „због пристрасности на основу сексуалне оријентације”. Према прописима о једнакости у запошљавању (сексуална оријентација) из 2003. године у Уједињеном Краљевству, како објашњава Служба за саветовање, мирење и арбитражу, „радници или кандидати за посао не смеју бити третирани мање повољно због њихове сексуалне оријентације, њихове перципиране сексуалне оријентације или зато што се друже са неким одређене сексуалне оријентације”.
У евро-америчким културама, норме, вредности, традиције и закони олакшавају хетеросексуалност, укључујући конструкте брака и породице. Улажу се напори да се промене предрасуде, а доносе се закони за промовисање једнакости.
Неке друге културе не признају хомосексуалну/хетеросексуалну/бисексуалну разлику. Уобичајено је разликовати сексуалност особе према њеној сексуалној улози (активна/пасивна; инсертивна/пенетрирана). У овој дистинкцији, пасивна улога се типично повезује са женственошћу или инфериорношћу, док се активна улога типично повезује са мушкошћу или супериорношћу. На пример, истраживање једног малог бразилског рибарског села открило је три сексуалне категорије за мушкарце: мушкарци који имају секс само са мушкарцима (константно у пасивној улози), мушкарци који имају секс само са женама, и мушкарци који имају секс са женама и мушкарцима (константно у активној улози). Док су мушкарци који су константно заузимали пасивну улогу били признати као посебна група од стране локалног становништва, мушкарци који имају секс само са женама, и мушкарци који имају секс са женама и мушкарцима, нису били диференцирани. Мало се зна о истополно привученим женама, или о сексуалном понашању између жена у овим културама.

### Расизам и етнички релевантна подршка
У Сједињеним Државама, не-белачки ЛГБТ појединци могу се наћи у двострукој мањини, где их ни претежно белачке ЛГБТ заједнице не прихватају или не разумеју у потпуности, нити их прихвата њихова сопствена етничка група. Многи људи доживљавају расизам у доминантној ЛГБТ заједници где се расни стереотипи спајају са родним стереотипима, тако да се азијско-амерички ЛГБТ особе доживљавају као пасивније и женственије, док се афро-америчке ЛГБТ особе доживљавају као мужевније и агресивније. Постоји низ културно специфичних мрежа подршке за ЛГБТ појединце активних у Сједињеним Државама. На пример, „Ô-Môi” за вијетнамско-америчке квир жене.

### Религија
Сексуалност у контексту религије је често контроверзна тема, посебно сексуална оријентација. У прошлости, различите секте су посматрале хомосексуалност са негативне тачке гледишта и имале су казне за истополне везе. У модерно доба, све већи број религија и верских деноминација прихвата хомосексуалност. Могуће је интегрисати сексуални идентитет и верски идентитет, у зависности од тумачења верских текстова.
Неке верске организације се противе самом концепту сексуалне оријентације. У ревизији етичког кодекса Америчког удружења хришћанских саветника из 2014. године, члановима је забрањено да „описују или своде људски идентитет и природу на сексуалну оријентацију или референце на њу”, иако саветници морају признати основно право клијента на самоопредељење.

### Интернет и медији
Интернет је утицао на сексуалну оријентацију на два начина: то је уобичајен начин дискурса о теми сексуалне оријентације и сексуалног идентитета, и стога обликује популарне концепције; и омогућава анонимно проналажење сексуалних партнера, као и олакшава комуникацију и повезивање већег броја људи.

## Демографија
Савремена научна истраживања показују да, у различитим културама, већина људи пријављује хетеросексуалну оријентацију.‍:8‍:9–10 Бисексуалност се јавља у различитим степенима релативне привлачности према истом или супротном полу.‍:8–9 Мушкарци чешће бивају искључиво хомосексуални него подједнако привучени оба пола, док је за жене обрнуто.‍:8–9
Анкете у западним културама у просеку показују да се око 93% мушкараца и 87% жена идентификује као потпуно хетеросексуално, 4% мушкараца и 10% жена као углавном хетеросексуално, 0,5% мушкараца и 1% жена као равномерно бисексуално, 0,5% мушкараца и 0,5% жена као углавном хомосексуално, и 2% мушкараца и 0,5% жена као потпуно хомосексуално. Анализа 67 студија показала је да је доживотна преваленција секса између мушкараца (без обзира на оријентацију) била 3-5% за источну Азију, 6-12% за јужну и југоисточну Азију, 6-15% за источну Европу, и 6-20% за Латинску Америку. Међународна алијанса за ХИВ/АИДС процењује светску преваленцију мушкарци који имају секс са мушкарцима између 3% и 16%.
Релативни проценат популације који пријављује хомосексуалну или бисексуалну оријентацију може варирати у зависности од методологије и критеријума одабира. Извештај из 1998. године наводи да се ови статистички налази крећу у распону од 2,8% до 9% за мушкарце, и 1% до 5% за жене у Сједињеним Државама – ова цифра може бити чак 12% за неке велике градове и само 1% за рурална подручја.
Мали проценат људи није сексуално привучен никоме (асексуалност). Студија из 2004. године проценила је преваленцију асексуалности на 1%.

### Кинсијеви подаци
У Сексуално понашање људског мужјака (1948) и Сексуално понашање људске женке (1953), аутора Алфреда Кинсија и сарадника, људи су испитивани о свом сексуалном понашању, а затим су им истраживачи доделили оцену на скали од потпуно хетеросексуалне до потпуно хомосексуалне. Кинси је известио да, када се анализирају понашања појединаца, као и њихов идентитет, значајан број људи се чинио барем донекле бисексуалним – то јест, имали су неку привлачност према оба пола, иако је обично један пол био префериран. Кинсијеве методе су критиковане као мањкаве, посебно у погледу насумичности његовог узорка популације, који је укључивао затворенике, мушке проститутке и оне који су вољно учествовали у дискусији о претходно табу темама о сексу. Ипак, Пол Гебхард, каснији директор Кинсијевог института за истраживање секса, поново је испитао податке из Кинсијевих извештаја и закључио да уклањање затвореника и проститутки готово да није утицало на резултате. Новији истраживачи верују да је Кинси преценио стопу истополне привлачности због недостатака у својим методама узорковања.‍:9‍:147

## Социјални конструкционизам
Пошто је сексуална оријентација сложена, неки академици и истраживачи, посебно у квир студијама, тврде да је она историјска и друштвена конструкција. Године 1976, филозоф и историчар Мишел Фуко је у Историја сексуалности тврдио да хомосексуалност као идентитет није постојала у осамнаестом веку; да су људи уместо тога говорили о „содомији”, што се односило на сексуалне чинове. Содомија је била злочин који се често игнорисао, али понекад и строго кажњавао према законима о содомији. Написао је: „'Сексуалност' је изум модерне државе, индустријске револуције и капитализма.” Други научници тврде да постоје значајни континуитети између древне и модерне хомосексуалности. Филозоф науке Мајкл Рус је изјавио да је социјално-конструкционистички приступ, под утицајем Фукоа, заснован на селективном читању историјских записа који меша постојање хомосексуалних људи са начином на који су они означени или третирани.
У већем делу модерног света, сексуални идентитет се дефинише на основу пола партнера. Међутим, у неким деловима света, сексуалност се често друштвено дефинише на основу сексуалних улога, да ли је неко пенетратор или пенетриран. У западним културама, људи смислено говоре о геј, лезбијским и бисексуалним идентитетима и заједницама. У неким другим културама, ознаке хомосексуалац и хетеросексуалац не наглашавају целокупан друштвени идентитет нити указују на припадност заједници на основу сексуалне оријентације.
Неки историчари и истраживачи тврде да се емоционалне и афективне активности повезане са терминима сексуалне оријентације као што су „геј” и „хетеросексуалац” значајно мењају током времена и преко културних граница. На пример, у многим нацијама енглеског говорног подручја претпоставља се да је истополно љубљење, посебно између мушкараца, знак хомосексуалности, док су различите врсте истополног љубљења уобичајени изрази пријатељства у другим нацијама. Такође, многе модерне и историјске културе имају формалне церемоније које изражавају дугорочну посвећеност између истополних пријатеља, иако је сама хомосексуалност табу у тим културама.

## Право, политика и теологија
Професор Мајкл Кинг је изјавио: „Закључак до ког су дошли научници који су истраживали порекло и стабилност сексуалне оријентације је да је то људска карактеристика која се формира рано у животу и отпорна је на промене. Научни докази о пореклу хомосексуалности сматрају се релевантним за теолошку и друштвену дебату јер подривају сугестије да је сексуална оријентација избор.”
Године 1999, професор права Дејвид Круз је написао да „сексуална оријентација (и сродни концепт хомосексуалности) може вероватно да се односи на различите атрибуте, појединачно или у комбинацији. Оно што није одмах јасно је да ли је једна концепција најприкладнија за све друштвене, правне и уставне сврхе.”